# Joshua (Teksas)
Joshua je grad u američkoj saveznoj državi Teksas. Prema popisu stanovništva iz 2010. u njemu je živjelo 5.910 stanovnika.